# 何亞男
何亚男（1987年10月2日—），中国新生代女演员，毕业于北京电影学院04级表演系本科，曾在金婚里饰演女三号吳彥蓋（改改）和後宮甄嬛傳里饰演康常在。

## 電影
- 大山无言 飾 小曹玉
- 泰山 飾 張麗珠

## 電視劇
- 不说爱你 飾 李娜
- 将门风云 飾 豆豆
- 金婚 飾 吳彥蓋（改改）
- 大长垣 飾 叶赫那拉·蘭兒（慕穎格格）
- 火线 飾 洪小童
- 後宮甄嬛傳 飾 康常在
- 大漠風雲 飾 塔娜

## 舞臺劇
- 我心中的毛主席 飾 Angelina Jesien /方賢蘋